# 维尔茨堡苏维埃共和国
维尔茨堡苏维埃共和国（德語：Würzburger Räterepublik），又译维尔茨堡委员会共和国，是一个短暂存在的未受国际普遍承认国家，是1919年4月在德国维尔茨堡以委员会共产主义形式组织起来的。它在当地市民和政党中几乎未得到支持，很快就被巴伐利亞陸軍的一支部队镇压。